# Rajdowe Mistrzostwa Europy 1963

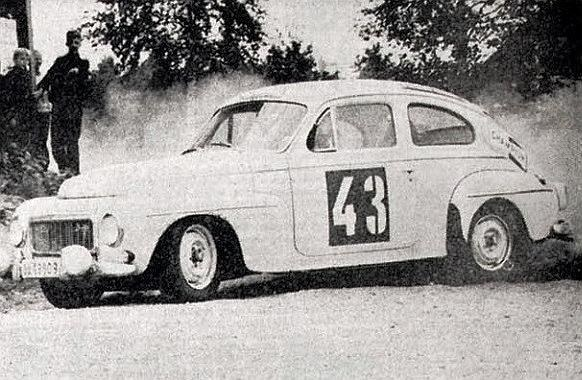
13. Jyväskylän Suurajot - Rally of 1000 Lakes

Sezon Rajdowych Mistrzostw Europy 1963 był 11 sezonem Rajdowych Mistrzostw Europy (FIA European Rally Championship). Składał 11 rajdów, rozgrywanych w Europie.

## Kalendarz[1]
| Runda | Data                | Nazwa rajdu                                   | Zwycięzca       | Wyniki |
| ----- | ------------------- | --------------------------------------------- | --------------- | ------ |
| 1     | 20-24 stycznia      | 32. Rallye Automobile de Monte-Carlo          | Erik Carlsson   | Wyniki |
| 2     | 21-25 kwietnia      | 15. Internationale Tulpenrallye               | Henri Greder    | Wyniki |
| 3     | 16-19 maja          | 11. Rajd Akropolu                             | Eugen Böhringer | Wyniki |
| 4     | 11-15 czerwca       | 14. Svenska Rallyt till Midnattsolen          | Berndt Jansson  | Wyniki |
| 5     | 20-26 czerwca       | 24. Coupe des Alpes                           | Jean Rolland    | Wyniki |
| 6     | 31 lipca-4 sierpnia | 23. Rajd Polski                               | Dieter Glemser  | Wyniki |
| 7     | 16-18 sierpnia      | 13. Jyväskylän Suurajot - Rally of 1000 Lakes | Simo Lampinen   | Wyniki |
| 8     | 27-31 sierpnia      | 22. Spa-Sofia-Liège                           | Eugen Böhringer | Wyniki |
| 9     | 27-29 września      | 7. Rallye della Sardegna                      | Ernesto Prinoth | Wyniki |
| 10    | 4-6 października    | 24. Rallye International de Genève            | Henri Greder    | Wyniki |
| 11    | 11-16 listopada     | 12. RAC Int. Rally of Great Britain           | Tom Trana       | Wyniki |

## Klasyfikacja kierowców[1]
| Msc. | Kierowca            | MON | NLD | GRE | SWE | FRA | POL | FIN | BEL | ITA | CHE | GBR | Punkty  |
| ---- | ------------------- | --- | --- | --- | --- | --- | --- | --- | --- | --- | --- | --- | ------- |
| 1    | Gunnar Andersson    | 9   | 3   | 2   |     |     | 2   |     | 15  |     | 3   | 8   | 35478.0 |
| 2    | Eugen Böhringer     | 11  |     | 1   |     | NU  | NU  |     | 1   |     |     |     | 30458.0 |
| 3    | Henry Taylor        | 0   |     | 4   |     | 3   |     |     | 4   |     |     | 6   | 30033.0 |
| 4    | Hans-Joachim Walter | 38  |     |     |     |     |     |     |     |     | 2   |     | 29182.0 |

| Kolor     | Opis                   |
| --------- | ---------------------- |
| Złoty     | Zwycięzca              |
| Srebrny   | 2. miejsce             |
| Brązowy   | 3. miejsce             |
| Zielony   | Punktowane miejsce     |
| Niebieski | Ukończył nie punktował |
| Fioletowy | Nie ukończył NU        |
| Czarny    | Wykluczony X           |
| Biały     | Nie wystartował NW     |
| Puste     | Nie brał udziału       |

| Msc. | Kierowca            | MON | NLD | GRE | SWE | FRA | POL | FIN | BEL | ITA | CHE | GBR | Punkty  |
| ---- | ------------------- | --- | --- | --- | --- | --- | --- | --- | --- | --- | --- | --- | ------- |
| 1    | Gunnar Andersson    | 9   | 3   | 2   |     |     | 2   |     | 15  |     | 3   | 8   | 35478.0 |
| 2    | Eugen Böhringer     | 11  |     | 1   |     | NU  | NU  |     | 1   |     |     |     | 30458.0 |
| 3    | Henry Taylor        | 0   |     | 4   |     | 3   |     |     | 4   |     |     | 6   | 30033.0 |
| 4    | Hans-Joachim Walter | 38  |     |     |     |     |     |     |     |     | 2   |     | 29182.0 |

| Kolor     | Opis                   |
| --------- | ---------------------- |
| Złoty     | Zwycięzca              |
| Srebrny   | 2. miejsce             |
| Brązowy   | 3. miejsce             |
| Zielony   | Punktowane miejsce     |
| Niebieski | Ukończył nie punktował |
| Fioletowy | Nie ukończył NU        |
| Czarny    | Wykluczony X           |
| Biały     | Nie wystartował NW     |
| Puste     | Nie brał udziału       |